# 荒木喜一郎
荒木 喜一郎（あらき きいちろう、1954年（昭和29年）1月8日 - ）は、日本の農林官僚。関東農政局長。瑞宝中綬章受章。

## 略歴
- 1976年（昭和51年）3月：東京大学法学部卒業
- 1976年（昭和51年）4月：農林省入省
- 1983年（昭和58年）：農蚕園芸局
- 1987年（昭和62年）：外務省在ニューヨーク日本国総領事館領事
- 1990年（平成2年）5月：大臣官房秘書課
- 1990年（平成2年）7月：水産庁漁政部漁政課長補佐
- 1991年（平成3年）8月：水産庁漁政部漁政課調査官
- 1992年（平成4年）4月：青森県農林部次長
- 1994年（平成6年）4月：青森県農林部長
- 1995年（平成7年）4月：大臣官房参事官兼畜産局
- 1997年（平成9年）1月8日：農林水産省食品流通局砂糖類課長
- 1999年（平成11年）1月6日：林野庁管理部管理課長
- 1999年（平成11年）3月1日：林野庁国有林野部管理課長
- 2000年（平成12年）6月8日：農林水産省食品流通局総務課長
- 2001年（平成13年）7月6日：農林水産省大臣官房地方課長
- 2002年（平成14年）1月8日：農林水産省大臣官房審議官
- 2003年（平成15年）：関東森林管理局長
- 2005年（平成17年）7月：農林漁業信用基金理事
- 2007年（平成19年）9月7日：関東農政局長
- 2009年（平成21年）1月：辞職
- 2009年（平成21年）4月：財団法人競馬・農林水産情報衛星通信機構監事、財団法人馬事文化財団参与[1]
- 2024年 (令和6年) 11月 秋の叙勲で農林水産行政事務功労により瑞宝中綬章を受章[2]